# Onchidium struma
Onchidium struma is een slakkensoort uit de familie van de Onchidiidae. De wetenschappelijke naam van de soort is voor het eerst geldig gepubliceerd in  door .